# Hultetjärnen (Trankils socken, Värmland)
Hultetjärnen är en sjö i Årjängs kommun i Värmland och ingår i Göta älvs huvudavrinningsområde.